# E233
La ruta europea E233 és una carretera que forma part de la Xarxa de carreteres europees. Comença a Hoogeveen (Països Baixos) i finalitza a Bremen (Alemanya). Té una longitud de 188 km. Té una orientació d'est a oest.